# سمبهر
سمبهر (به انگلیسی: Sambhar Lake Town) یک منطقهٔ مسکونی در هند است که در بخش جیپور واقع شده‌است. سمبهر ۲۲٬۳۲۷ نفر جمعیت دارد و ۳۶۷ متر بالاتر از سطح دریا واقع شده‌است.